# Kosmos 1
Cosmos 1 ou Spoutnik 11  est un satellite lancé par l'Union soviétique en 1962  . C'est le premier engin de la série des satellites scientifiques Dnipropetrovsk Spoutnik (DS) à parvenir en orbite. Sa mission primaire consistait à évaluer la performance de son lanceur. Cet engin de la sous-série DS-2 a également été utilisé pour déterminer la structure de l'ionosphère en mesurant le temps de propagation des émissions radio dans l'atmosphère.
Cosmos 1 a été placé en orbite par une fusée  Cosmos (fusée)-2I dont c'était le troisième vol mais le premier à mettre un satellite en orbite. Le lancement a eu lieu le 16 mars 1962 depuis le pas de tir no 2 du complexe Maïak au cosmodrome de Kapoustine Iar à 11 h 59 UTC. Cosmos 1 a été placé sur une orbite terrestre basse inclinée de 49 degrés, avec un périgée à 207 kilomètres de la surface de la Terre, un apogée à 649 kilomètre et une période orbitale de 93 minutes et 6 secondes. Il a quitté son orbite le 25 mai suivant.
Le second satellite DS-2, lancé le 1er décembre 1964, fut un échec car le satellite ne se sépara pas de la coiffe de sa fusée. Le DS-2 était une version allégée du satellite DS-1, dont on avait supprimé l’avionique, après l'échec de la mise sur orbite des deux premiers exemplaires.